# Bahnhof Wenigentaft-Mansbach
Der Bahnhof Wenigentaft-Mansbach war ein Bahnhof in den Gemarkungen der Gemeinden Wenigentaft und Mansbach im Grenzgebiet zwischen Hessen und Thüringen. Er lag an der als Ulstertalbahn bekannten Bahnstrecke Vacha–Hilders und war Ausgangspunkt der Bahnstrecke Wenigentaft-Mansbach–Hünfeld. Nördlich des Bahnhofes bestand ein Abzweig zum unmittelbar östlich benachbarten Bahnhof der Wenigentaft–Oechsener Eisenbahn, von welchem aus die Bahnstrecke Wenigentaft-Mansbach–Oechsen Kalischächte bei Oechsen und ein Basaltwerk bei Mariengart am Dietrichsberg erschloss.

## Geschichte
Der Bahnhof wurde am 1. August 1906 mit der Strecke von Vacha nach Geisa in Betrieb genommen. Am 1. Dezember 1906 wurde der Verkehr in Richtung Hünfeld aufgenommen. Im Januar 1911 begannen die Bauarbeiten für die Bahnlinie nach Oechsen, die über ein Anschlussgleis mit der Ulstertalbahn verbunden wurde, über das die bei Oechsen geförderten Rohstoffe in Richtung Vacha abtransportiert werden sollten. Jedoch kam der geplante Kaliabbau in Buttlar und Oechsen nicht zustande, Bedeutung erlangte die Strecke erst ab 1920 mit Einrichtung des Basaltabbaus bei Wölferbütt.
Nach Ende des Zweiten Weltkrieges lag das Bahnhofsgelände mit dem Bahnhofsgebäude auf thüringischer Seite in der sowjetischen und mit dem nördlichen Stellwerk Wn auf hessischer Seite in der amerikanischen Besatzungszone. In südlicher Richtung wurden die Ulstertalbahn in Richtung Tann bei Motzlar sowie die Strecke Richtung Hünfeld zwischen Wenigentaft und Treischfeld im Juni 1945 unterbrochen. In nördlicher Richtung querte die Ulstertalbahn zwischen Wenigentaft und Vacha viermal die Zonengrenze und der Verkehr nach Vacha konnte nur eingeschränkt aufrechterhalten werden. Am 4. Oktober 1952 wurde der Verkehr endgültig eingestellt und der nun von keiner Seite mehr an das landesweite Eisenbahnnetz angebundene Bahnhof lag still. Im Spätsommer 1953 wurden sämtliche Gleis- und Signalanlagen des Bahnhofs auf thüringischem Gebiet demontiert und als Teil der Reparationsleistungen in die Sowjetunion abtransportiert, später auch die Bahnsteige und der Wasserturm abgerissen. Die Bahnhofsgebäude und einige wenige Nebengebäude blieben zunächst erhalten und verfielen. Teile des nördlichen Bahnhofsgleisfeldes blieben aufgrund des komplizierten Grenzverlaufs im so genannten Ulstersack, einem Stück hessischen Gebiet, das nach Thüringen bzw. in die DDR hineinragte und nur minimal mit Hessen verbunden war, noch bis in die 2000er Jahre erhalten. Das dort gelegene Stellwerk Wn wurde in den 1970er Jahren wegen Baufälligkeit abgerissen.
Das ruinöse Bahnhofsgebäude der Wenigentaft–Oechsener Eisenbahn wurde 2013 abgerissen. Das Gebäude an der Ulstertalbahn hingegen wurde Ende der 2010er Jahre nach jahrelangem Verfall restauriert und wird heute als Wohnhaus genutzt. Zudem sind im Jahr 2020 zwei Ferienwohnungen entstanden, die heute rege genutzt werden

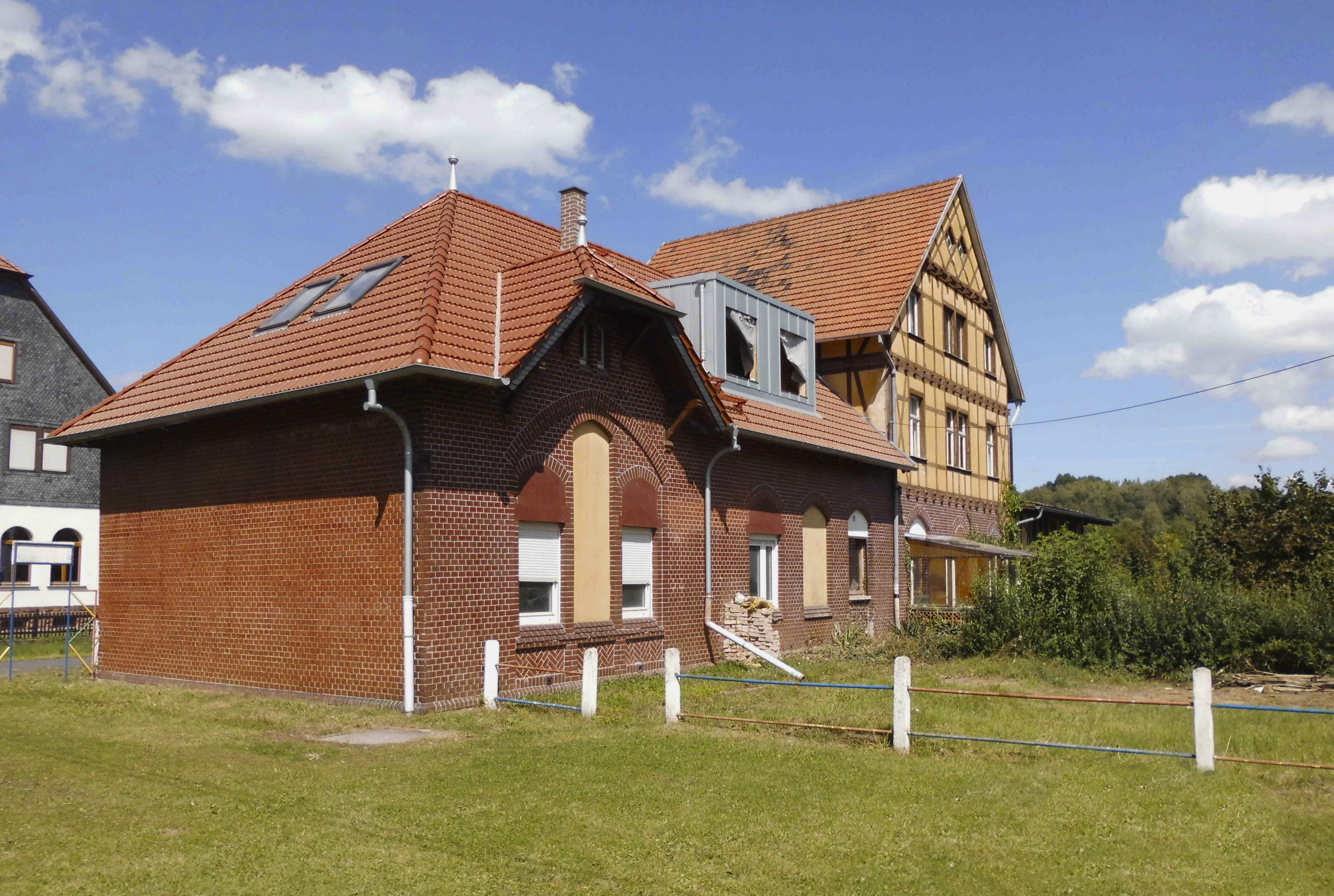
Ostseite des Bahnhofs Wenigentaft nach der Restaurierung